# Héctor (film, 2004)
Pour les articles homonymes, voir Hector (homonymie).
Pour plus de détails, voir Fiche technique et Distribution.
Héctor est un film espagnol de Gracia Querejeta sorti en 2004. 
Il a reçu le Biznaga d'or du meilleur film au Festival du cinéma espagnol de Malaga en 2004, tandis que sa principale protagoniste, Adriana Ozores, a remporté le prix pour la meilleure interprétation féminine. Le film est également récompensé au Círculo de Escritores Cinematográficos.

## Synopsis
Hector, un jeune homme de 16 ans, perd sa mère tragiquement dans un accident de voiture. Il va donc devoir aller vivre chez sa tante Tere (Adriana Ozores) et sa famille : son oncle Juan (Joaquín Climent) et sa cousine Fany (Nuria Gago). Son père, Martin (Damián Alcázar), qui les avait abandonnés lui et sa mère depuis sa naissance, réapparaît, il veut soudainement apprendre à connaître son fils et rattraper le temps perdu en lui offrant un vie avec sa famille au Mexique. Il fait la rencontre de Gorilo (Unax Ugalde), l'ex-ami de sa cousine, avec qui il sympathise rapidement. Fany refuse la proposition de vie commune de son conjoint, très apprécié de Juan, au repas de Noël, et se remet à fréquenter Gorilo. Héctor est donc confronté à faire un choix entre sa vie chez sa tante à Madrid contre la vie que lui propose Martin au Mexique. Il choisira de partir avec son père, cependant, au moment de partir à l'aéroport, il décidera finalement de retourner aux côtés de sa tante et de sa cousine.

## Fiche technique
- Titre : Héctor
- Réalisation : Gracia Querejeta
- Scénario : David Planell et Gracia Querejeta
- Musique : Ángel Illarramendi
- Photographie : Ángel Iguácel
- Montage : Nacho Ruiz Capillas
- Société de production : Antena 3 Televisión, Canal Sur Televisión, Canal+ España, DeAPlaneta, Ensueño Films, Euskal Irrati Telebista, TeleMadrid, Televisió de Catalunya, Televisión Autonómica Valenciana, Televisión Pública de Canarias et Televisión de Galicia
- Société de distribution : Colifilms Distribution (France)
- Pays :  Espagne
- Genre : Drame
- Durée : 107 minutes
- Dates de sortie : 
  - Espagne : 7 mai 2004
  - France : 2 mars 2005

## Distribution
- Adriana Ozores : Tere
- Nilo Zimmerman : Héctor
- Joaquín Climent : Juan
- Unax Ugalde : Gorilo
- Núria Gago : Fany
- Pepo Oliva : Tomás
- José Luis García Pérez : Ángel
- Damián Alcázar : Martín
- Mariano Peña : Belarmino
- Elia Galera : Sofía

## Récompenses
Le film a remporté les médailles suivantes au Círculo de Escritores Cinematográficos :
- Meilleur film
- Meilleure réalisatrice
- Meilleure actrice pour Adriana Ozores
- Meilleur scénario original pour David Planell et Gracia Querejeta
- Meilleur montage pour Nacho Ruiz Capillas
- Meilleure musique pour Ángel Illarramendi